# Суперкубок Сирії з футболу 2018
Суперкубок Сирії з футболу 2018  — 8-й розіграш турніру. Матч відбувся 14 вересня 2018 року між чемпіоном і володарем кубка Сирії клубом Аль-Джаїш та віце-чемпіоном Сирії клубом Аль-Іттіхад.
| Володар Суперкубка Сирії 2018 |
| ----------------------------- |
|                               |
| Аль-Джаїш Другий титул        |

## Матч

### Деталі
| 14 вересня 2018 19:00 (EEST) |

| Аль-Джаїш | 1:0      | Аль-Іттіхад |
| --------- | -------- | ----------- |
| Ашкар 11' | Протокол |             |

| Аль-Ассад, Латакія |